# 李慶然
李慶然（1966年—），中華民國空軍中將，現任空軍司令部參謀長（114/4/1），曾任國安局特種勤務指揮中心中將副指揮官、總統府中將侍衛長、總統府少將副侍衛長、空軍官校少將副校長、空軍戰術管制聯隊少將聯隊長。畢業於空軍軍官學校79年班、美國空軍戰爭學院
。